# Mamaia Challenger 2007
Il Mamaia Challenger 2007 è stato un torneo di tennis facente parte della categoria ATP Challenger Series nell'ambito dell'ATP Challenger Series 2007. Il torneo si è giocato a Costanza in Romania dal 25 giugno al 1º luglio 2007 su campi in terra rossa.

## Vincitori

### Singolare
Sebastián Decoud ha battuto in finale  Victor Crivoi con il punteggio di 6–3, 6–3

### Doppio
Marc Fornell Mestres /  Gabriel Trujillo Soler hanno battuto in finale  Gabriel Moraru /  Horia Tecău con il punteggio di 6–4, 6–4